# Гушет, Георге
Георге Калин Гушет (рум. Gheorghe Calin Gușet; 28 мая 1968, Залэу — 12 июня 2017, Клуж-Напока) — румынский легкоатлет, специалист по толканию ядра. Выступал за сборную Румынии по лёгкой атлетике в период 1990—2007 годов, победитель Кубка Европы, чемпион и призёр первенств национального значения, участник трёх летних Олимпийских игр.

## Биография
Георге Гушет родился 28 мая 1968 года в городе Залэу жудеца Сэлаж. Проходил подготовку в местном спортивном клубе CSM Armătura Zalău.
В 1990 году впервые стал чемпионом Румынии в толкании ядра, вошёл в основной состав румынской национальной сборной и побывал на чемпионате Европы в Сплите, где занял в толкании ядра 17 место. Год спустя выступил на чемпионате мира в Токио и на чемпионате мира в помещении в Севилье, показав пятнадцатый и четырнадцатый результаты соответственно.
Благодаря череде удачных выступлений удостоился права защищать честь страны на летних Олимпийских играх 1992 года в Барселоне — в итоге занял здесь 17 место.
В 1993 году выступал на мировом первенстве в Штутгарте и на мировом первенстве в помещении в Торонто, разместился на 19 и 12 позициях соответственно.
Завоевал золотую медаль на Играх франкофонов 1994 года в Эври, тогда как на зимнем чемпионате Европы в Париже был пятнадцатым. Взял бронзу на Кубке Европы в Бирмингеме.
После некоторого перерыва в 1998 году вернулся в элиту мировой лёгкой атлетики, закрыл десятку сильнейших на чемпионате Европы в Будапеште, в то время как на чемпионате Европы в помещении в Валенсии занял 18 место.
В 1999 году стал восемнадцатым на чемпионате мира в Севилье.
Находясь в числе лидеров легкоатлетической команды Румынии, благополучно прошёл отбор на Олимпийские игры 2000 года в Сиднее — на сей раз стал среди толкателей ядра лишь тридцатым. Помимо этого, был близок к попаданию в число призёров на чемпионате Европы в помещении в Генте, где с результатом 20,21 метра разместился в итоговом протоколе соревнований на четвёртой строке.
В 2001 году показал четырнадцатый результат на мировом первенстве в Эдмонтоне и девятый результат на мировом первенстве в помещении в Лиссабоне. Получил бронзу в личном зачёте на Европейском вызове по зимним метаниям в Ницце.
Следующий сезон так же провёл на высоком уровне, отметился седьмой позицией на чемпионате Европы в Мюнхене и одиннадцатой позицией на чемпионате Европы в помещении в Вене.
В 2003 году занял 13 место на чемпионате мира в Париже, тогда как на чемпионате мира в помещении в Бирмингеме результата не показал.
Представлял страну на Олимпийских играх 2004 года в Афинах — метнул ядро максимум на 19,68 метра, и это позволило ему занять итоговое четырнадцатое место. Также в этом сезоне выступил на чемпионате мира в помещении в Будапеште, но здесь все три его попытки на квалификационном этапе оказались неудачными и засчитаны не были.
После афинской Олимпиады Гушет ещё в течение некоторого времени оставался в основном составе румынской национальной сборной и продолжал принимать участие в крупнейших международных соревнованиях. Так, в 2005 году он стал пятым на чемпионате Европы в помещении в Мадриде и одиннадцатым на чемпионате мира в Хельсинки, добавил в послужной список награду серебряного достоинства, выигранную на Кубке Европы по зимним метаниям в Мерсине.
В 2006 году уже в возрасте 38 лет на соревнованиях в Бухаресте толкнул ядро на 21,04 метра, установив тем самым свой личный рекорд. Помимо этого, выступил на мировом первенстве в помещении в Москве и на первенстве Европы в Гётеборге, став здесь четвёртым и семнадцатым соответственно. При этом на Кубке Европы в Тель-Авиве обошёл всех своих соперников и завоевал золото. Вскоре по окончании этих соревнований в 2007 году принял решение завершить карьеру профессионального спортсмена, уступив место в сборной молодым румынским легкоатлетам.
Георге Гушет страдал от хронической болезни почек, в 2008 году перенёс операцию по пересадке почки, однако его состояние здоровья со временем только ухудшалось, возникли связанные с этой болезнью осложнения, и в результате расслоения аорты он скончался 12 июня 2017 года в городе Клуж-Напока в возрасте 49 лет.